# 東非裂谷
東非裂谷 (EAR) ，是東非一個活動中的裂谷。該裂谷起源於中新世，距今2200至2500萬年前。 之後該裂谷形成了東非大裂谷並且向安那托利亞擴張。